# قطعنامه ۴۸۳ شورای امنیت
قطعنامه ۴۸۳ شورای امنیت سازمان ملل متحد که در تاریخ ۱۷ دسامبر ۱۹۸۰ تصویب شد، سندی بین‌المللی دربارهٔ اسرائیل-لبنان است. این قطعنامه طی نشست ۲٬۲۵۸ام با ۱۲ موافق، ۰ مخالف و ۲ ممتنع تصویب شد.